# Ángel Correa
Ángel Martín Correa Martínez (Rosario, 9 marzo 1995) è un calciatore argentino, centrocampista o attaccante del Tigres UANL e della nazionale argentina, con cui è diventato campione del mondo nel 2022 e campione del Sud America nel 2021.

## Caratteristiche tecniche
Seconda punta, può giocare anche come ala su entrambe le fasce o trequartista. Attaccante rapido che segue bene lo svolgersi dell'azione di gioco, calcia bene con entrambi i piedi, si distungue per il proprio dinamismo e nella sua tecnica di tiro coniuga sicurezza e potenza, oltre che precisione. Grazie alla sua velocità e all'ottima tecnica è stato paragonato a Sergio Agüero.

## Carriera

### Club

#### San Lorenzo
Nel 2007 si unisce al San Lorenzo dopo un periodo di prova. Dopo anni di ottime prestazioni con le giovanili, nell'estate del 2012 viene avvicinato al Benfica, ma l'affare non si concretizza. Il 23 settembre dello stesso anno firma un contratto professionistico di quattro anni. Il 31 marzo 2013 esordisce in prima squadra contro il Newell's Old Boys. Vince la Coppa Libertadores nel 2014, con i suoi gol Correa permette al San Lorenzo di battere per 1-0 sia il Grêmio che l'Independiente del Valle, purtroppo a causa di alcuni problemi cardiaci non ha giocato la finale.

#### Atlético Madrid
Il 27 maggio 2014 viene acquistato dagli spagnoli dell'Atlético Madrid per 7,5 milioni di euro. Il 17 luglio 2014 gli viene diagnosticato un tumore benigno al cuore, che lo costringe a sottoporsi ad un intervento chirurgico a New York. Torna ad allenarsi il 13 dicembre successivo ma non riesce a debuttare con la nuova squadra.
Il 22 agosto 2015 esordisce contro il Las Palmas subentrando a Óliver Torres al 65º minuto. Il 19 settembre successivo segna la sua prima rete in rojiblanco nella vittoria esterna contro l'Eibar (2-0), subentrando a Koke al 61º minuto e trovando il gol un minuto dopo su assist di Fernando Torres. Il 30 settembre 2015 segna il suo primo gol in Champions League contro il Benfica durante la fase a gironi, partita poi persa per 2-1.
Il 22 novembre 2017 dello stesso anno gioca la sua 100ª partita con la maglia dell'Atlético Madrid. Il 6 novembre 2019 raggiunge quota 200 presenze con la maglia dei Colchoneros. Il 10 agosto 2020 viene confermato positivo al COVID-19 insieme al compagno Šime Vrsalijko. Il 4 dicembre 2021, in occasione della partita persa per 2-1 contro il Maiorca, Correa scende in campo per la 300ª volta con i Rojiblancos, tre giorni dopo realizza per la prima volta in una vittoria in Champions League una rete, sconfiggendo il Porto per 3-1.

### Nazionale

#### Nazionali giovanili e olimpica

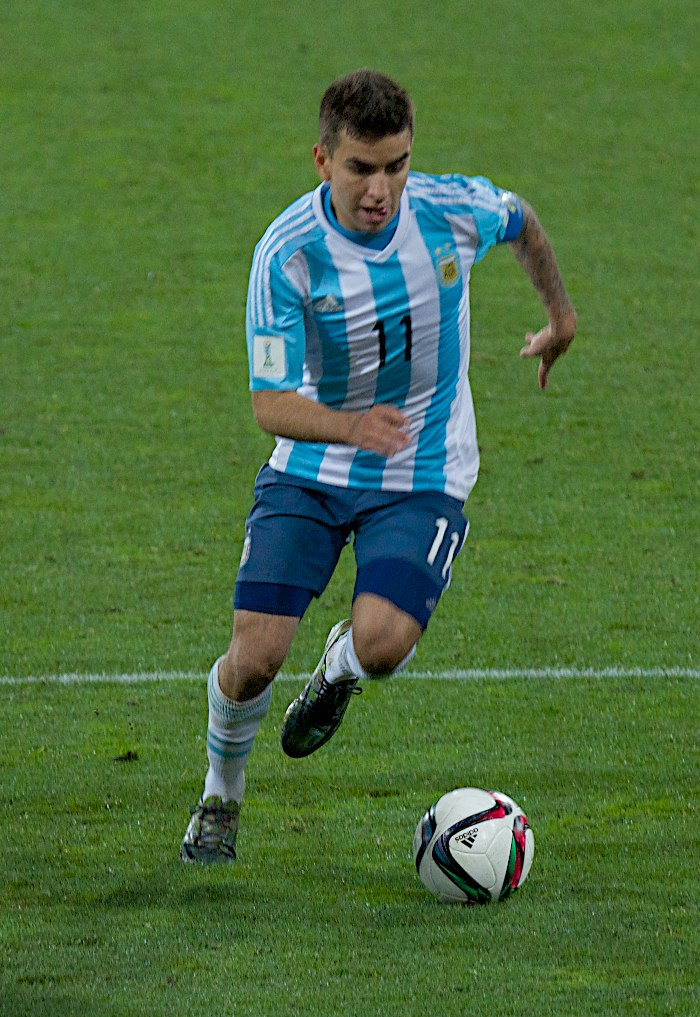
Correa in azione con la maglia dell'Argentina al Mondiale Under-20 del 2015.

L'11 dicembre 2014 viene convocato dalla nazionale Under-20 per partecipare al Campionato sudamericano di calcio Under-20 2015, in Uruguay. Grazie anche ai suoi 4 gol, uno dei quali nello scontro diretto contro l'Uruguay, l'Argentina vince il trofeo.
Il 30 maggio 2015 esordisce nei Mondiali Under-20 realizzando una doppietta nella prima partita della fase a gironi, terminata con un pareggio per 2-2 contro Panama. L'Argentina viene eliminata nella fase a gironi dopo una sconfitta contro il Ghana e un altro pareggio con l'Austria.
Viene convocato per le Olimpiadi 2016 in Brasile, in cui esordisce contro il Portogallo.

#### Nazionale maggiore
Nell'agosto 2015 viene convocato da Gerardo Martino, per disputare delle amichevoli negli Stati Uniti, contro Messico e Bolivia. Il 4 settembre seguente, Correa esordisce con la nazionale di calcio dell'Argentina contro la Bolivia in amichevole, subentrando a Ezequiel Lavezzi all'81' minuto e siglando pochi minuti dopo il gol del definitivo 7-0 dell'Albiceleste.
L'8 settembre 2015 gioca la sua prima partita da titolare con la nazionale in occasione dell'incontro amichevole con il Messico. Nel 2021 viene convocato per la Copa América in Brasile, esordendo il 18 giugno contro l'Uruguay. Il 10 luglio 2021 conquista la Copa America, suo primo trofeo con l'Argentina, totalizzando tre presenze nella competizione. Il 26 marzo 2019 segna il suo secondo gol per l'Argentina, in un'amichevole vinta per 1-0 contro il Marocco.
Convocato per il campionato mondiale di calcio disputatosi in Qatar, competizione in cui è sceso in campo in un'unica occasione, vale a dire la semifinale contro la Croazia (3-0), in cui entra in campo a pochi minuti dalla fine della partita, il 18 dicembre 2022 si laurea campione del mondo.

## Statistiche

### Presenze e reti nei club
Statistiche aggiornate al 19 luglio 2025.
| Stagione               | Squadra                | Campionato             | Campionato | Campionato | Coppe nazionali | Coppe nazionali | Coppe nazionali | Coppe continentali | Coppe continentali | Coppe continentali | Altre coppe | Altre coppe | Altre coppe | Totale | Totale |
| Stagione               | Squadra                | Comp                   | Pres       | Reti       | Comp            | Pres            | Reti            | Comp               | Pres               | Reti               | Comp        | Pres        | Reti        | Pres   | Reti   |
| ---------------------- | ---------------------- | ---------------------- | ---------- | ---------- | --------------- | --------------- | --------------- | ------------------ | ------------------ | ------------------ | ----------- | ----------- | ----------- | ------ | ------ |
| 2012-2013              | San Lorenzo            | PD                     | 13         | 4          | CA              | 0               | 0               | -                  | -                  | -                  | -           | -           | -           | 13     | 4      |
| 2013-2014              | San Lorenzo            | PD                     | 35         | 6          | CA              | 0               | 0               | CS+CL              | 2+11               | 0+2                | -           | -           | -           | 48     | 8      |
| Totale San Lorenzo     | Totale San Lorenzo     | Totale San Lorenzo     | 48         | 10         |                 | 0               | 0               |                    | 13                 | 2                  | -           | -           | -           | 61     | 12     |
| 2014-2015              | Atlético Madrid        | PD                     | 0          | 0          | CR              | 0               | 0               | UCL                | 0                  | 0                  | SS          | 0           | 0           | 0      | 0      |
| 2015-2016              | Atlético Madrid        | PD                     | 26         | 5          | CR              | 5               | 2               | UCL                | 5                  | 1                  | -           | -           | -           | 36     | 8      |
| 2016-2017              | Atlético Madrid        | PD                     | 31         | 4          | CR              | 7               | 4               | UCL                | 9                  | 0                  | -           | -           | -           | 47     | 8      |
| 2017-2018              | Atlético Madrid        | PD                     | 37         | 8          | CR              | 4               | 0               | UCL+UEL            | 6+9                | 0+1                | -           | -           | -           | 56     | 9      |
| 2018-2019              | Atlético Madrid        | PD                     | 36         | 3          | CR              | 4               | 2               | UCL                | 8                  | 0                  | SU          | 1           | 0           | 49     | 5      |
| 2019-2020              | Atlético Madrid        | PD                     | 33         | 5          | CR              | 1               | 1               | UCL                | 8                  | 0                  | SS          | 2           | 1           | 44     | 7      |
| 2020-2021              | Atlético Madrid        | PD                     | 38         | 9          | CR              | 2               | 0               | UCL                | 8                  | 0                  | -           | -           | -           | 48     | 9      |
| 2021-2022              | Atlético Madrid        | PD                     | 36         | 12         | CR              | 2               | 0               | UCL                | 10                 | 1                  | SS          | 1           | 0           | 49     | 13     |
| 2022-2023              | Atlético Madrid        | PD                     | 35         | 9          | CR              | 4               | 1               | UCL                | 6                  | 0                  | -           | -           | -           | 45     | 10     |
| 2023-2024              | Atlético Madrid        | PD                     | 32         | 9          | CR              | 4               | 1               | UCL                | 10                 | 1                  | SS          | 1           | 0           | 47     | 11     |
| 2024-2025              | Atlético Madrid        | PD                     | 31         | 4          | CR              | 6               | 1               | UCL                | 8                  | 3                  | CmC         | 3           | 0           | 48     | 8      |
| Totale Atlético Madrid | Totale Atlético Madrid | Totale Atlético Madrid | 335        | 68         |                 | 39              | 12              |                    | 87                 | 7                  |             | 8           | 1           | 469    | 88     |
| 2025-2026              | Tigres UANL            | PD                     | 2          | 0          | -               | -               | -               | -                  | -                  | -                  | LC          | 1           | 2           | 3      | 2      |
| Totale carriera        | Totale carriera        | Totale carriera        | 385        | 78         |                 | 39              | 12              |                    | 100                | 9                  |             | 9           | 3           | 533    | 102    |

### Cronologia presenze e reti in nazionale
| Cronologia completa delle presenze e delle reti in nazionale ― Argentina | Cronologia completa delle presenze e delle reti in nazionale ― Argentina | Cronologia completa delle presenze e delle reti in nazionale ― Argentina | Cronologia completa delle presenze e delle reti in nazionale ― Argentina | Cronologia completa delle presenze e delle reti in nazionale ― Argentina | Cronologia completa delle presenze e delle reti in nazionale ― Argentina | Cronologia completa delle presenze e delle reti in nazionale ― Argentina | Cronologia completa delle presenze e delle reti in nazionale ― Argentina |
| Data                                                                     | Città                                                                    | In casa                                                                  | Risultato                                                                | Ospiti                                                                   | Competizione                                                             | Reti                                                                     | Note                                                                     |
| ------------------------------------------------------------------------ | ------------------------------------------------------------------------ | ------------------------------------------------------------------------ | ------------------------------------------------------------------------ | ------------------------------------------------------------------------ | ------------------------------------------------------------------------ | ------------------------------------------------------------------------ | ------------------------------------------------------------------------ |
| 4-9-2015                                                                 | Houston                                                                  | Argentina                                                                | 7 – 0                                                                    | Bolivia                                                                  | Amichevole                                                               | 1                                                                        | 81’                                                                      |
| 8-9-2015                                                                 | Arlington                                                                | Argentina                                                                | 2 – 2                                                                    | Messico                                                                  | Amichevole                                                               | -                                                                        | 77’                                                                      |
| 8-10-2015                                                                | Buenos Aires                                                             | Argentina                                                                | 0 – 2                                                                    | Ecuador                                                                  | Qual. Mondiali 2018                                                      | -                                                                        |                                                                          |
| 29-3-2016                                                                | Córdoba                                                                  | Argentina                                                                | 2 – 0                                                                    | Bolivia                                                                  | Qual. Mondiali 2018                                                      | -                                                                        | 31’                                                                      |
| 7-9-2016                                                                 | Mérida                                                                   | Venezuela                                                                | 2 – 2                                                                    | Argentina                                                                | Qual. Mondiali 2018                                                      | -                                                                        | 67’                                                                      |
| 7-10-2016                                                                | Lima                                                                     | Perù                                                                     | 2 – 2                                                                    | Argentina                                                                | Qual. Mondiali 2018                                                      | -                                                                        | 65’                                                                      |
| 11-11-2016                                                               | Belo Horizonte                                                           | Brasile                                                                  | 3 – 0                                                                    | Argentina                                                                | Qual. Mondiali 2018                                                      | -                                                                        | 71’                                                                      |
| 28-3-2017                                                                | La Paz                                                                   | Bolivia                                                                  | 2 – 0                                                                    | Argentina                                                                | Qual. Mondiali 2018                                                      | -                                                                        | 56’                                                                      |
| 16-10-2018                                                               | Gedda                                                                    | Brasile                                                                  | 1 – 0                                                                    | Argentina                                                                | Amichevole                                                               | -                                                                        | 62’ 67’                                                                  |
| 17-11-2018                                                               | Córdoba                                                                  | Argentina                                                                | 2 – 0                                                                    | Messico                                                                  | Amichevole                                                               | -                                                                        | 24’ 46’                                                                  |
| 26-3-2019                                                                | Tangeri                                                                  | Marocco                                                                  | 0 – 1                                                                    | Argentina                                                                | Amichevole                                                               | 1                                                                        | 62’                                                                      |
| 9-10-2019                                                                | Dortmund                                                                 | Germania                                                                 | 2 – 2                                                                    | Argentina                                                                | Amichevole                                                               | -                                                                        | 46’                                                                      |
| 4-6-2021                                                                 | Santiago del Estero                                                      | Argentina                                                                | 1 – 1                                                                    | Cile                                                                     | Qual. Mondiali 2022                                                      | -                                                                        | 46’                                                                      |
| 21-6-2021                                                                | Brasilia                                                                 | Argentina                                                                | 1 – 0                                                                    | Paraguay                                                                 | Coppa America 2021 - 1º turno                                            | -                                                                        | 81’                                                                      |
| 28-6-2021                                                                | Cuiabá                                                                   | Bolivia                                                                  | 1 – 4                                                                    | Argentina                                                                | Coppa America 2021 - 1º turno                                            | -                                                                        | 56’                                                                      |
| 2-9-2021                                                                 | Caracas                                                                  | Venezuela                                                                | 1 – 3                                                                    | Argentina                                                                | Qual. Mondiali 2022                                                      | 1                                                                        | 63’                                                                      |
| 9-9-2021                                                                 | Buenos Aires                                                             | Argentina                                                                | 3 – 0                                                                    | Bolivia                                                                  | Qual. Mondiali 2022                                                      | -                                                                        | 71’                                                                      |
| 12-11-2021                                                               | Montevideo                                                               | Uruguay                                                                  | 0 – 1                                                                    | Argentina                                                                | Qual. Mondiali 2022                                                      | -                                                                        | 55’                                                                      |
| 27-1-2022                                                                | Calama                                                                   | Cile                                                                     | 1 – 2                                                                    | Argentina                                                                | Qual. Mondiali 2022                                                      | -                                                                        | 85’                                                                      |
| 24-3-2022                                                                | Buenos Aires                                                             | Argentina                                                                | 3 – 0                                                                    | Venezuela                                                                | Qual. Mondiali 2022                                                      | -                                                                        | 64’                                                                      |
| 29-3-2022                                                                | Guayaquil                                                                | Ecuador                                                                  | 1 – 1                                                                    | Argentina                                                                | Qual. Mondiali 2022                                                      | -                                                                        | 72’                                                                      |
| 24-9-2022                                                                | Miami Gardens                                                            | Argentina                                                                | 3 – 0                                                                    | Honduras                                                                 | Amichevole                                                               | -                                                                        | 72’                                                                      |
| 13-12-2022                                                               | Lusail                                                                   | Argentina                                                                | 3 – 0                                                                    | Croazia                                                                  | Mondiali 2022 - Semifinale                                               | -                                                                        | 86’                                                                      |
| 12-9-2023                                                                | La Paz                                                                   | Bolivia                                                                  | 0 – 3                                                                    | Argentina                                                                | Qual. Mondiali 2026                                                      | -                                                                        | 87’                                                                      |
| 9-6-2024                                                                 | Chicago                                                                  | Argentina                                                                | 1 – 0                                                                    | Ecuador                                                                  | Amichevole                                                               | -                                                                        | 78’                                                                      |
| 21-3-2025                                                                | Montevideo                                                               | Uruguay                                                                  | 0 – 1                                                                    | Argentina                                                                | Qual. Mondiali 2026                                                      | -                                                                        | 87’                                                                      |
| 25-3-2025                                                                | Buenos Aires                                                             | Argentina                                                                | 4 – 1                                                                    | Brasile                                                                  | Qual. Mondiali 2026                                                      | -                                                                        | 80’                                                                      |
| 5-6-2025                                                                 | Santiago del Cile                                                        | Cile                                                                     | 0 – 1                                                                    | Argentina                                                                | Qual. Mondiali 2026                                                      | -                                                                        | 78’                                                                      |
| Totale                                                                   |                                                                          | Presenze                                                                 | 28                                                                       |                                                                          | Reti                                                                     | 3                                                                        |                                                                          |

## Palmarès

### Club

#### Competizioni nazionali
- Campionato argentino: 1

San Lorenzo: Inicial 2013-2014
- Campionato spagnolo: 1

Atletico Madrid: 2020-2021

#### Competizioni internazionali
- Coppa Libertadores: 1

San Lorenzo: 2014
- UEFA Europa League: 1

Atlético Madrid: 2017-2018
- Supercoppa UEFA: 1

Atlético Madrid: 2018

### Nazionale
- Campionato sudamericano Under-20: 1

Uruguay 2015
- Coppa America: 1

Brasile 2021
- Campionato mondiale: 1

Qatar 2022